# ウィッチャー3 ワイルドハント

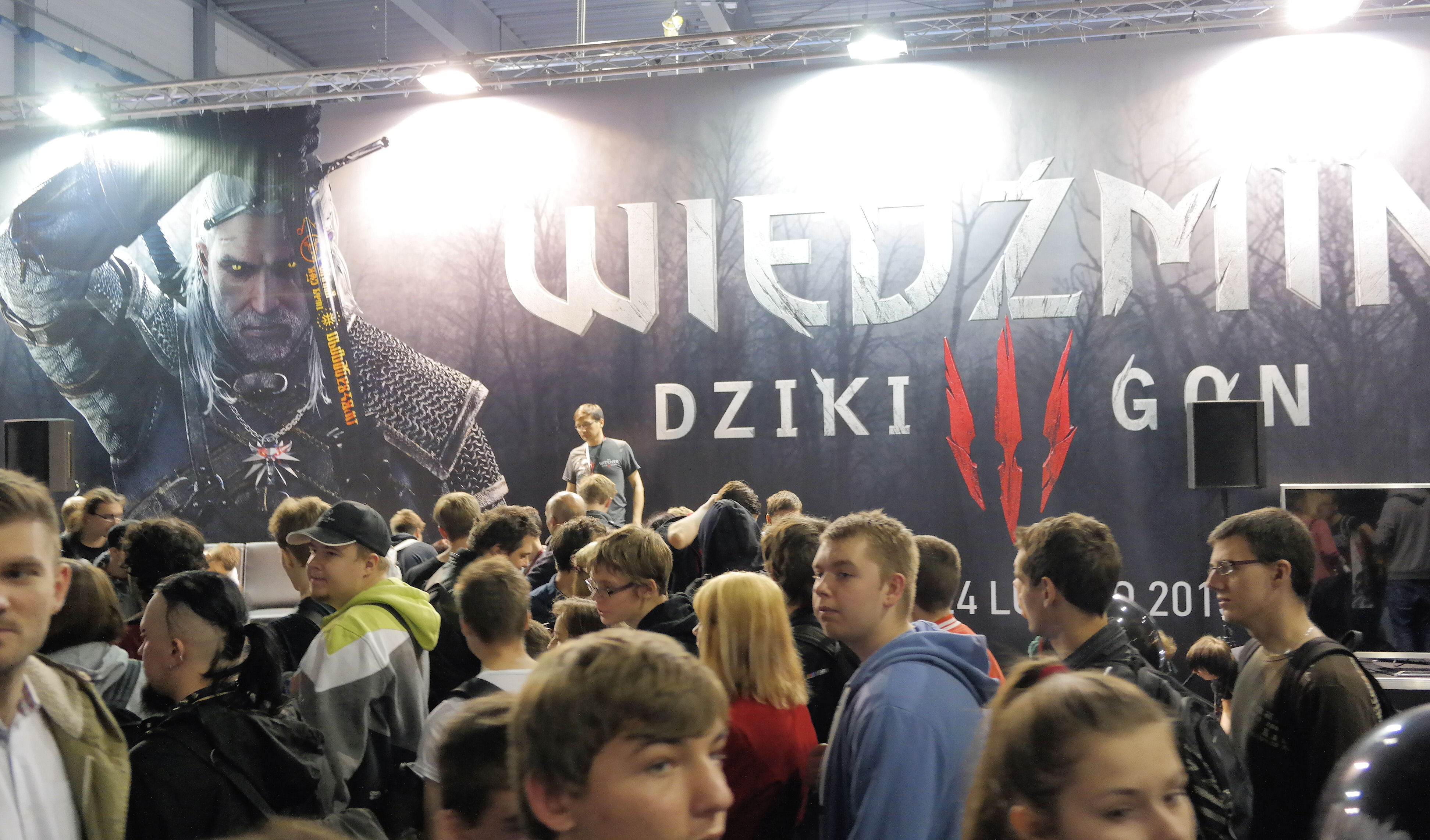
2014年に開かれた制作発表の様子

『ウィッチャー3 ワイルドハント』（英語: The Witcher 3: Wild Hunt、ポーランド語: Wiedźmin 3: Dziki Gon）は、2015年にポーランドのCD Projekt REDが開発及び販売したアクションロールプレイングゲーム（ARPG）。アンドレイ・サプコフスキによるポーランドのファンタジー小説『ウィッチャー』（原題：Saga o wiedźminie）を原作とする。2011年にリリースされた『ウィッチャー2 王の暗殺者』の続編であり、三人称視点のオープンワールドゲームであるウィッチャーシリーズの3作目である。
スラヴ神話の設定に基づいた架空のファンタジー世界を舞台とし、プレーヤーは怪物退治（モンスタースレイヤー）の専門家で劇中世界で「ウィッチャー」と呼ばれる存在であるリヴィアのゲラルトを操作する。プレーヤーは異世界からの侵略者たちである「ワイルドハント」から逃げているゲラルトの養女シリを捜す使命を帯び、訪れる多くの危機を武器や魔法で戦い、ノンプレイヤーキャラクターと対話し、クエストを完了し、経験値やゴールドを獲得してゲラルトの能力を強化したり、装備の強化を行う。ゲームのストーリーは、途中の重要なポイントでのプレーヤーの選択次第で、大きく3つのエンディングに分岐する。
開発は2011年に始まり、3年半を費やした。中央及び北ヨーロッパの文化がゲーム世界の基礎を形成している。開発エンジン「REDengine 3」によって、開発者らはゲームのオープンワールドを損なうことなく複雑なストーリーを作成することが可能となった。音楽が主にMarcinPrzybyłowiczによって作曲され、Brandenburg StateOrchestraによって演奏された。
本作は2015年5月にMicrosoft Windows、PlayStation 4、Xbox One向けに、2019年10月にNintendo Switch版が発売された。2022年12月にはPlayStation 5とXbox Series X/S版がリリースされた。技術的な問題から小さな批判を受けたものの、ゲームプレイ、物語、ワールドデザイン、戦闘、ビジュアルなどが批評家たちの間でも高く評価された。数々のゲーム・オブ・ザ・イヤー賞を受賞し、ビデオゲーム史上最高の作品のひとつとして挙げられている。また、『無情なる心』と『血塗られた美酒』の2つの拡張パックも発売され、これらも高い評価を受けた。2016年8月には拡張版やすべてのダウンロードコンテンツも収録した「Game of the Year」エディションが発売された。2025年時点で、本作の総出荷数は6000万本を突破している。

## ゲーム内容
『ウィッチャー3 ワイルドハント』は、三人称視点のアクションRPGである。プレーヤーは怪物退治（モンスタースレイヤー）の専門家で劇中世界で「ウィッチャー」と呼ばれる存在であるリヴィアのゲラルトを操作する。ゲラルトは歩く、走る、転がる、躱す、（シリーズで初めて）ジャンプ、登る、泳ぐなどのアクションができる。また、メインの2本の剣（それぞれ鋼製と銀製）の他に、爆弾やクロスボウといった様々な武器を所持している。鋼の剣は主に人間を殺すために使用し、銀の剣はクリーチャーやモンスターに対して効果的である。プレーヤーは自由に剣を抜いたり、2本の剣を切り替えたり（二刀流はできない）、鞘にしまうことができる。近接攻撃には軽い攻撃と重い攻撃の2タイプがあり、軽い攻撃は速いが威力が小さい、重い攻撃は遅いが威力が高いという違いがある。また、プレーヤーは剣で敵の攻撃をブロックすることもできる。剣の耐久性には限度があり、定期的な修理を必要とする 。
これら物理的な攻撃に加えてゲラルトは「アード」「アクスィー」「イグニ」「イャーデン」「クエン」の5つの魔法の印（いん）を持つ。アードは念力の爆発で対象を吹き飛ばす、アクスィーは対象を混乱させる、イグニは対象を燃やし、イャーデンは相手の動きを鈍らせ、クエンはゲラルトに一時的な保護（バリア）を与える。印は専用のゲージを消費し、無制限に使用することはできない。
プレーヤーは変異を使用してゲラルトの魔法の力を高めることができる。ゲラルトはダメージを受けると体力ゲージを消費するが、鎧を身に着けていれば低下量を減らすことができる。体力や状態異常は瞑想による休憩や、食べ物やポーションといった消耗品で回復する。
物語の展開によってプレーヤーはしばしば、短距離をテレポートする能力を持つゲラルトの養女シリを操作する。
ゲーム内には、レスポンシブで高度な人工知能（AI）と動的な環境が存在する。満月の夜には狼男が強くなるなど、昼夜のサイクルが影響するモンスターもいる。
プレーヤーはシステムの大百科（怪物図鑑）を読むことで、敵について学び、戦闘に備えることができる。
また、敵を倒すとその死体から貴重品を奪うことができる。
「ウィッチャーの感覚」というシステムでは、手に入れたり、操作できるギミックなど、プレーヤーが関心を持つオブジェクトを発見することができる。
アイテムはインベントリに格納され、特定のアイテムを手に入れることで、持ち運べる重量を増やすことができる。
プレーヤーはアイテムを商人に売ったり、ポーションや爆弾の材料にすることが可能である。
また、集めたアイテムを使って鍛冶屋（武器屋）では新しい武器を、鎧屋（防具屋）では新しい防具を製作することもできる。
アイテムの価格や製作費は、その地域の経済状況によって変わる。
プレーヤーはミッションを達成することで経験値を得る。一定の経験値量に到達するとゲラルトのレベルが上がり、能力ポイントを取得することができる。
これらポイントは「戦闘」「印」「錬金術」「一般」の4つのスキルツリーで使用することができる。「戦闘」のアップグレードはゲラルトの物理戦闘の攻撃力を高めたり、新たな戦闘技術を獲得できる。「印」ではゲラルトがより効率的に魔法を使えるようにし、「錬金術」はゲラルトのクラフト能力を向上させる。「一般」はゲラルトの基礎能力を高めたり、クロスボウのダメージを増加させるなど、様々な効果がある。
本作は物語性を重視しており、プレーヤーがノンプレーヤーキャラクター（NPC）にどのように対応するかを選択できるダイアログツリーのシステムがある。ゲラルトは世界の状態に影響を与え、ゲーム内キャラクターたちの人生に影響を与える組み合わせ上36通りのエンディングにつながる決断をしなければならない。
また、特定のクエストをクリアすることで、一部の女性キャラクターと恋愛関係になることもある。
メインクエストに加えて、書籍はゲーム内世界に関するより多くの情報を提供する。
プレーヤーは町や集落の掲示板を確認することでサイドクエストを開始することができる。
サイドクエストには「ウィッチャーへの依頼」といったモンスターを狩ることを目的とし、その正体や弱点を探って事前準備を行う緻密なミッションや、最上級の武器や防具を手に入れることができる「トレジャーハント」などがある。なお、自動生成されて繰り返されるクエストはない。
本作の舞台はオープンワールドで、いくつかの地域から構成されている。ゲラルトはそれぞれの地域に徒歩や馬、船などの移動手段で探索することができる。また、ゲラルトの愛馬ローチは自由に召喚することができる。
プレーヤーはローチに騎乗した状態で剣を振るい、敵を倒すこともできるが、敵の気配によって馬が怯み、ゲラルトを落馬させることもある。
マップ上にはイベントが存在し、プレーヤーはこれを発見して、関連するミニミッションをクリアすることで経験値を得ることもできる。
また、「力場」を発見すると、能力ポイントを得ることもできる。
そのほかに、競馬やボクシング、カードゲーム「グウェント」がある。この「グウェント」は後に、独立したゲームとして販売されている。
ゲームモードとして、難易度調整をした「ストーリー」「ストーリー＆バトル」「ブラッド＆ハードコア」「デスマーチ」の4段階があり、ゲーム進行中にいつでも変更することができる。4つの難易度のうち「ブラッド&ハードコア」と「デスマーチ」は瞑想による体力回復が無効化されている。前作『ウィッチャー2』のセーブデータシミュレーションにも対応しており、ゲーム序盤でオンにすると、その時のゲラルトの決断をストーリーに反映させることができる。なお、オフにすることも可能であり、前作を知らなくてもプレイできる仕組みになっている。プレイ時間は、メインストーリーに50時間、それ以外に50時間の合計100時間を想定している。ストーリーに合わないため多人数プレイに対応しておらず、QTEは無い（ただし、時間制限付きの選択肢はある）。

## プロット

### 舞台設定・前史
本作はスラヴ神話の世界観に基づいた架空のファンタジー世界の大陸であり、多数の異世界やパラレルワールドが存在する。大陸には人間、エルフ、ドワーフ、モンスターなどの生物が共存しているが、人以外の生物は迫害されていることが多い。本作の舞台となる大陸の北方は、前作までは大国テメリアが存在したが、「舞い踊る白炎」の異名をとる皇帝エムヒル・ヴァル・エムレイス率いる南部のニルフガード帝国に侵略されて滅亡した。これを受けてラドヴィッド5世が統治する北方諸国の1つレダニアは帝国より先に残る北方諸国を併呑して逆に旧テメリア領に侵攻し、同地はニルフガードとレダニアによる覇権争いの様相を呈している。ゲームには、独立都市である自由都市ノヴィグラド、レダニアの街オクセンフルト、統治者のいなくなった土地ヴェレン、滅ぼされたテメリアの旧首都ヴィジマ、海賊たちが住むスケリッジ諸島、ウィッチャーの本拠地ケィア・モルヘンが登場する。
主人公は怪物退治（モンスタースレイヤー）の専門家であり、劇中の用語で「ウィッチャー」と呼ばれる存在であるリヴィアのゲラルトであり、幼少期から戦闘、追跡、錬金術、魔法の訓練を受け、変異によってより強く、より速く、また毒物に対する耐性を取得している。ゲラルトの仲間には恋人で強力な女魔術師であるヴェンガーバーグのイェネファー、一時期恋人関係にあった女魔術師トリス・メリゴールド、親友で吟遊詩人のダンデリオン、ドワーフの戦士ゾルタン・チベイ、ウィッチャーとしての師匠ヴェセミルらがいる。ゲラルトには自分とイェネファーとの養女であるシリがいる。彼女は生まれながらにして強力な魔法の才能を持つ「源」であり、幼少時の母の死後、ゲラルトとイェネファーに引き取られ、ゲラルトからはウィッチャーの技術と知識、イェネファーからは魔法を教わった。物語の開始時点において、彼女は、彼女の身柄を狙う異世界からの侵略者である幽鬼の軍団「ワイルドハント」から逃げるため、何年も前に姿を消している。

### メインシナリオ
ゲームシステム上、プレイスタイルによって下記のシナリオは一部が前後したり変わったりする。
ニルフガード帝国による本格的な北方諸国への侵攻が始まり、北方の大国テメリアは滅亡した。帝国が間もなく大陸を統一すると思われていたが、北方諸国の1つレダニアは逆に隣国に侵攻して残った北方諸国を併呑してしまい、旧テメリア領はニルフガードとレダニアによる覇権争いの様相を呈して悲惨な状況となっている。
最近、かつて自身が保護し、女性ウィッチャーに育てたシリラことシリに関する不吉な夢を見るリヴィアのゲラルトは、長らく離れ離れであった恋人イェネファーを探して、ニルフガードに征服された旧テメリア領ホワイトオーチャードに来ていた。紆余曲折の後、実はイェネファーはニルフガードを率いるエムヒル皇帝の臣下となっており、彼女の頼みもあってゲラルトは犬猿の仲でもある皇帝（ゲラルトは前作において、ニルフガードの陰謀により、テメリア王殺しの濡れ衣を着せられていた）から直々に依頼を受ける。依頼はシリの捜索であり、彼女は時空を操れる古代エルフの血を引く最後の末裔であり、かつ、エムヒルの実娘でもあった。シリは謎多き幽鬼の軍団「ワイルドハント」に追われているらしく、帝国が得た目撃情報を元にゲラルトはシリの捜索を始める。
まずは戦災の傷跡が深い旧テメリア領ヴェレンに向かったゲラルトであったが、現地の帝国諜報員は既にワイルドハントに殺されていた。彼が残した手がかりから、同地を支配する血塗れ男爵に会いに行くと、彼は行方不明の妻娘を見つけ出せばシリの行方を教えると言う。また、別の手がかりからゲラルトは旧知の女魔術師キーラ・メッツと再会し、彼女から謎のエルフの魔術師がシリを探していたことを教えられる。やがてすべての手がかりは「森の貴婦人」とも呼ばれるクルックバック湿原の妖婆に行き着き、3人の妖婆たちがシリを襲ったこと、そこから逃亡した彼女を血塗れ男爵が保護したことがわかる（また、この時、男爵が賭けで手に入れたという謎の生物ウーマと出会う）。最終的にシリはワイルドハントに察知される危険を冒して男爵を怪物から助けるために力を使ってしまったこと、他にも何らかの目的があってノヴィグラドに向かったことなどが判明する。
かつて女魔術師協会など魔術で栄えた独立都市ノヴィグラドでは、魔法や異端を強く排斥する「永遠の炎」教団が力を持ち、過激な魔女狩りや異端刈りが行われるようになっていた。魔女狩りから逃れるためスラム街などに潜伏する女魔術師で元恋人のトリスと再会したゲラルトは共にシリの行方を捜索する。シリはゲラルトの親友であるダンディリオンと会っていたことが判明するが、肝心の彼が行方不明であった。やがて彼は裏社会の組織の1つに捕まっていることが判明し、「永遠の炎」教団の思惑や、裏社会の力関係などが交錯する中、敵対組織の力も借りて、ゲラルトはダンディリオンの救出に成功する。そして彼からシリが多数の部族からなる海賊の国スケリッジ諸島に向かったことや、謎のマジックアイテムの修理をしようとしていたことを教えられる。
先王の死去に伴い後継者争いによる内乱の火種を抱えているスケリッジ諸島では森の半分を吹き飛ばす謎の大爆発の情報を受けて既にイェネファーが調査を行っており、ゲラルトと合流する。特殊なアイテムによって大爆発の原因はやはりシリやワイルドハント、さらに謎のエルフの魔術師も関わっていたことがわかり、シリは"門"を使ってヴェレンへ逃れたことがわかる（そしてクルックバック湿原の妖婆に出会う）。さらに最近、ワイルドハントに襲われた村の情報を得て現地に向かうゲラルトとイェネファーは、情報を得るため襲撃の際に一人逃走して生き残るも臆病者と呼ばれることになったスヒャールという青年を捜すことになる。やがて発見したスヒャールの死体（霊魂）から、彼がスケリッジにやってきたシリを助けたこと、ワイルドハントの村襲撃の際に魔術師が無理やりシリを船で脱出させようとしていたことがわかる。ここで手掛かりは失ったように見えたが、スヒャールは最後に謎の生物を見たことを話し、ゲラルトはそれが血塗れ男爵の館で見たウーマであることに気づく。いずれにしてもシリは既にスケリッジにはいないようであり、ゲラルトは再び本土へ戻ることに決める。同地を離れる前にゲラルトは誰が王の後継者となるか間接的に選択することができ、また、ゲラルトはイェネファーへの愛を貫くか関係を断つことができる。
ウーマは人が呪われた結果の生物であり、もしかしたらこれがシリかもしれないと判明する。呪いを解くため、ゲラルトはウーマをウィッチャーたちの本拠地であるケィア・モルヘンに連れていき、イェネファー主導で解呪が進められていく。やがて呪いを解くことに成功するが、ウーマの正体はシリではなく謎のエルフの魔術師ことアヴァラックであった。アヴァラックはワイルドハントが大陸を手に入れるためにシリを狙っていることや、今彼女は霧の島にいることを明かす。ゲラルトは、シリを助けるためにはもはやワイルドハントを迎え撃つしか無いと考え、共に戦ってくれる仲間を集める。準備を整えつつ、ゲラルトは霧の島へ向かい、アヴァラックの魔法で仮死状態であったシリを蘇生させ再会を果たす。そこでシリよりワイルドハントの王エレディンは故郷の世界が消滅しかけているために、大陸を狙い、そのために一度に大量の兵力を動かせる能力を持つ彼女を狙っていると教えられる。シリと共にケィア・モルヘンへ戻ったゲラルトは、仲間たちと迎撃体制を整え、ワイルドハントを待ち構えるが、敵の将軍イムレリス率いる軍勢の猛攻の中でヴェセミルがシリを庇って死ぬ。その瞬間、シリが怒りで秘めた力を解放したことで、ワイルドハントは退散を余儀なくされる。
ゲラルトたちは、ワイルドハントの脅威を完全に払拭し、またヴェセミルの敵を討つため、今度は自分たちの方から打って出ることを決める。イムレリスがクルックバック湿原の妖婆たちに歓待を受けることを知って、ゲラルトとシリはその宴に乗り込み、イムレリスと妖婆たちを打ち倒す。また、ワイルドハントの有力な将軍であるゲールズにエレディンの先代王殺しを教えて協力を取り付ける。最終決戦への準備を整え、ゲラルトは特殊なアイテム「太陽の石」を使ってエレディンの艦隊をこちらの世界へと誘き寄せ、一斉攻撃する。そしてゲラルトはエレディンと一騎打ちの末に、これを倒す。ところがシリが行方不明となっていることに気づく。実はシリは身を犠牲にして、「白き霜」と呼ばれる世界の終わりを回避しようとしていた。
ゲームのエンディングはプレーヤーのこれまでの行動によって変わり、大きくはシリの運命、ニルフガードがどうなるのか、ゲラルトはイェネファーとトリスのどちらを伴侶にするのか（あるいはしないのか）で分岐する。

## 登場人物
ゲラルト
声 - 山路和弘

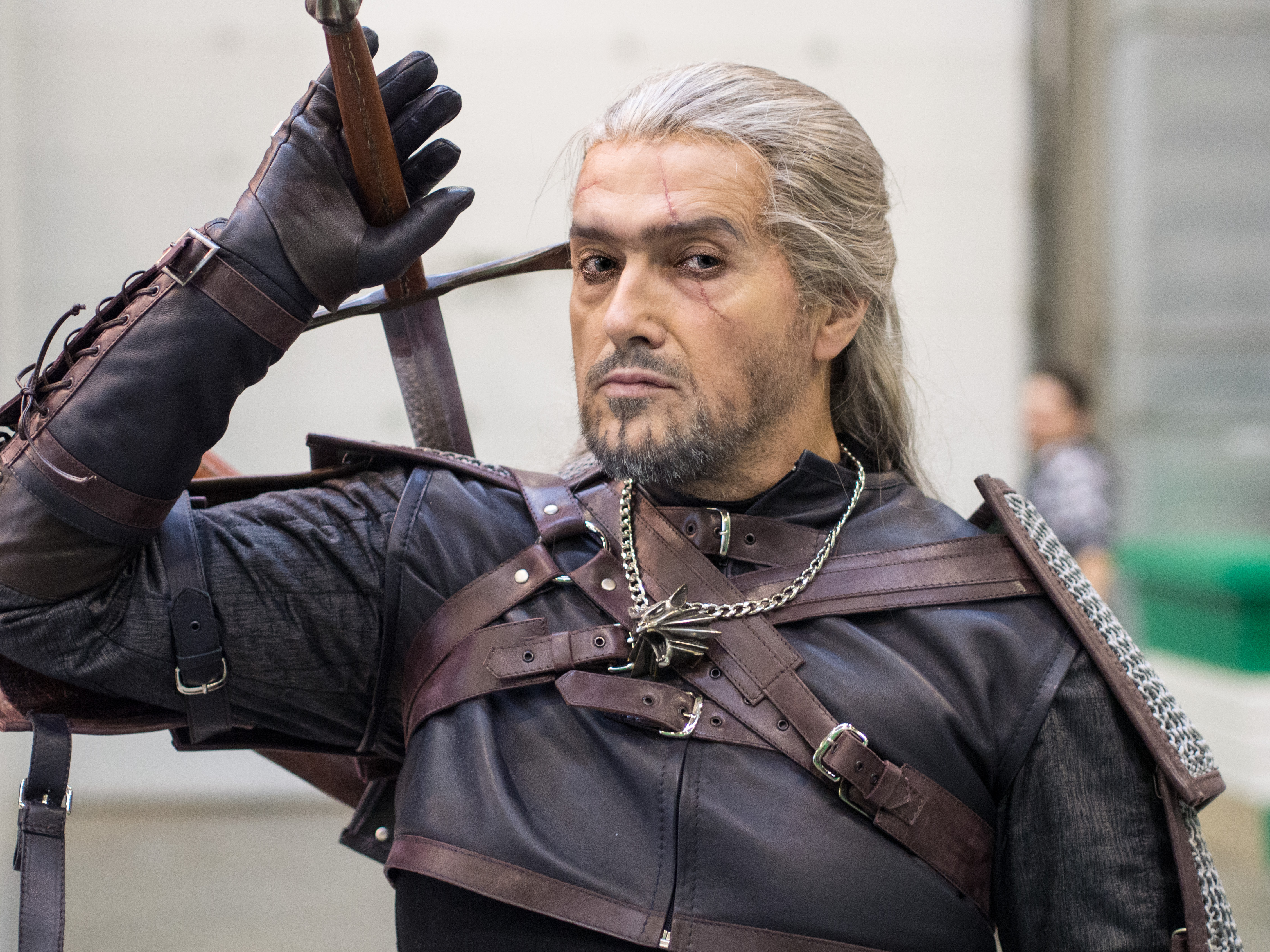
ゲラルトのコスプレ

世界で最も熟練したウィッチャー。「リヴィアのゲラルト」「白狼」「ブラビケンの殺し屋」等の異名を持つ。
イェネファー
声 - 田中敦子
ゲラルトの恋人である女魔術師。
シリ
声 - 沢城みゆき

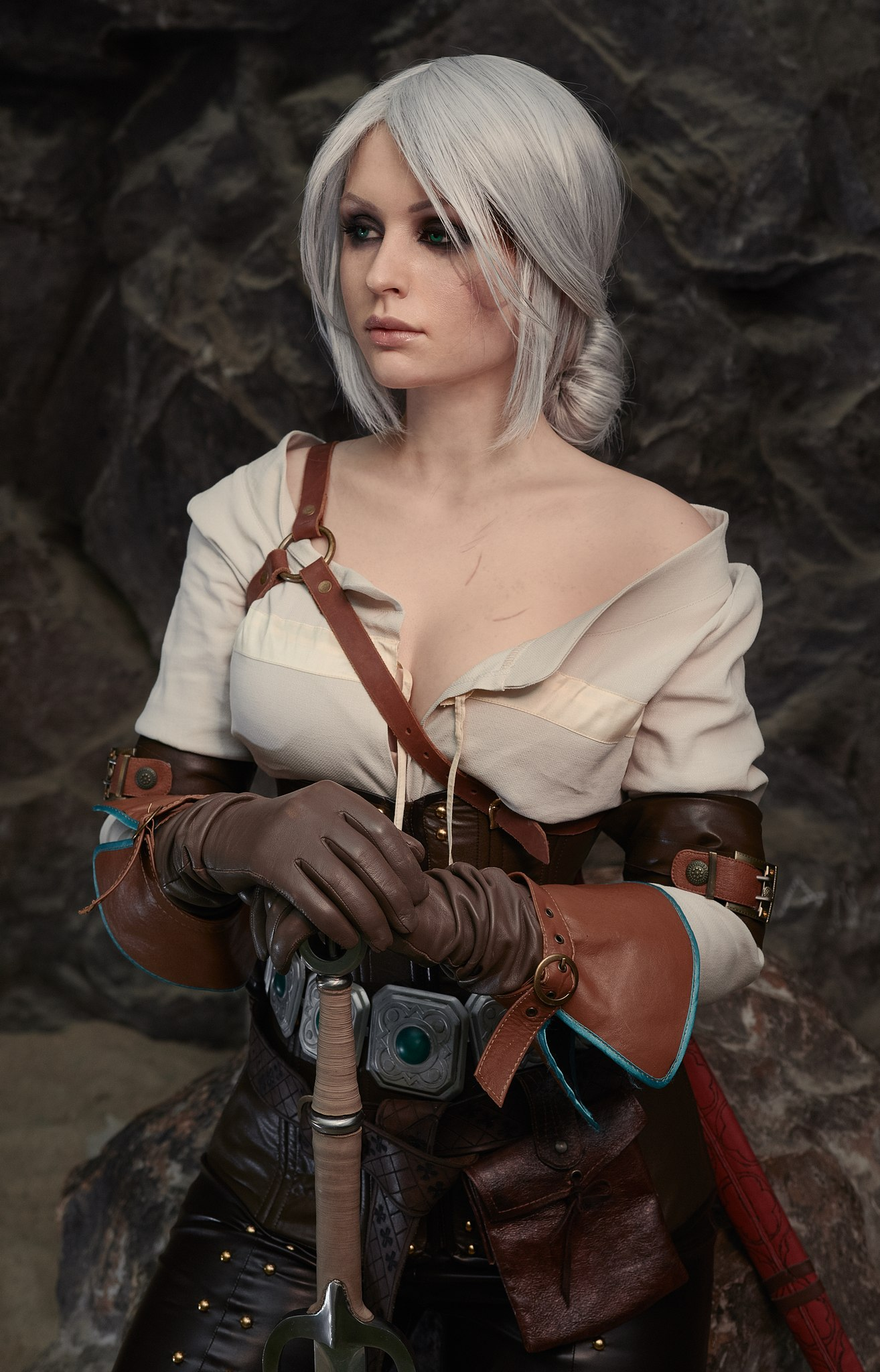
シリのコスプレ

ゲラルトとイェネファーの養女にして、ウィッチャー及び魔術師としての弟子。
ヴェセミル
声 - 小形満
大陸全土で最年長のウィッチャー。ゲラルトの師匠にあたる。
ランバート
声 - 三輪隆博
ケィア・モルヘン所属の若手ウィッチャー。ゲラルトの後輩・戦友。
エスケル
声 - ふくまつ進紗
ケィア・モルヘン所属の若手ウィッチャー。ゲラルトの後輩・戦友。
ゾルダン・シヴェイ
声 - 楠見尚己
ゲラルトの旧友。ドワーフの戦士。
ダンディリオン
声 - 新垣樽助
ゲラルトの旧友。吟遊詩人の貴族。
キーラ・メッツ
声 - たなか久美
ヴェレンに隠れ住む女魔術師。
トリス・メリゴールド
声 - あいざわゆりか
かつて記憶を失ったゲラルトを保護した女魔術師。
アヴァラック
声 - 大川透
エルフの賢者。
エルミオン
声 - 安斉一博
スケリッジのドルイド長。
エムヒル・ヴァル・エムレイス皇帝
声 - 土師孝也
ニルフガード帝国の皇帝で、同国の最盛期を実現した。「舞い踊る白炎」の異名で呼ばれる。シリの実父。
エレディン
声 - 秋元羊介
軍勢「ワイルドハント」の王。
レソ
声 -
前作『ウィッチャー2 王の暗殺者』の登場人物で、ゲラルトにも引けを取らない凄腕ウィッチャー。特定の条件を満たすと本作にも登場する。
ラドヴィッド5世
北方諸国の1つレダニアの王。冷厳王。天賦の軍才でニルフガード軍と互角以上に渡り合っているが、妄想に駆られて魔術師への苛烈な弾圧政策を推し進めている。
血まみれ男爵
声 - 楠見尚己
テメリア人の元兵士。敗残兵をまとめて領主の城を乗っ取り、クロウパーチの主となった。
タマラ
声 - 高野麻里佳
血まみれ男爵の娘。
クラフ・アン・クライト
声 - 三輪隆博
アン・クライト族族長。スケリッジ王ブランの死没を受け、次期王候補の選定を主導する。
ヤルマール
声 - 遠藤大輔
族長クラフの息子。次期スケリッジ王最有力候補と目される。
セリス
声 - 加隈亜衣
族長クラフの娘。ヤルマールの妹。次期スケリッジ王候補選定に名乗り出た唯一の女性。
ビルナ
スケリッジ王ブランの妃。スケリッジ王が世襲ではなく、族長らの合議と投票で全島民の中から選出される制度であることを不満に思っている。
プリシラ
声 - 古川玲
女吟遊詩人。ダンディリオンの恋人。
シギ・ルーヴェン
声 - ふくまつ進紗
ゲラルトの旧知で、本名はシギスムンド・ディクストラ。ノヴィグラドの裏社会を取り仕切る「ビッグ・フォー」の一角。
フィリパ・エイルハート
声 - 神田みか
女魔術師で、元レダニア王相談役。女魔術師のための互助組織「女魔術師会」の創設者で、イェネファーやトリス、キーラも所属している。

## 開発
本作は当初2008年に製作を開始する予定であったが開発元のCD Projekt REDが『Rise of the White Wolf』の方に注力したために、2011年からの開発開始となった。
同社は3年半かけて8,100万USドルの自前の予算で『ウィッチャー3 ワイルドハント』を開発した。プロジェクトは150人の従業員から始まり、最終的には250人以上の社内スタッフを抱えるまでになった。全世界では1500人が製作に関わった。アンドレイ・サプコフスキの小説を原作とはしているが、正式な続編ではなく（元になる小説作品はなく）、サプコフスキが関わっているのはマップの作製のみである。
ゲームは15の言語にローカライズされ、合計500人の声優が起用された。
ローカライズの難しさを抑えるため、ポーランド語と英語の同時進行で脚本が作られた。ボイスキャスティングと録音を担当したサイド社によれば、45万語の台本には950人の役があったという。声の収録は2012年末から2015年初めにかけて行われた。
CD Projekt REDは前作『ウィッチャー2 王の暗殺者』の海賊版対策に失敗し、デジタル著作権管理（DRM）によってかえって動作が重くなってしまったことの反省から、本作にはDRMを導入しないことを希望していた。
本作はオープンワールド環境を舞台としたノンリニアロールプレイングビデオゲームのために設計されたCD Projekt Red社独自のゲームエンジン「REDengine 3」を用いて製作され、PlayStation 4とXbox Oneのコンソールを利用し、2014年10月に使用が準備された。
最初のプレイスルーでは、クエストを中心としたコンテンツを用意したにもかかわらず、開発者たちはオープンワールドがスカスカな印象を受けることを知った。解決策として、プレーヤーが興味を引くであろうポイントを追加した。12月には5,000件のバグが発生し、（発売日が2015年2月だったこともあり）延期を余儀なくされた。
シリーズ過去2作と同様に、プレーヤーには複数の選択肢と、その結果が伴う複雑なストーリーが与えられている。REDengine 3は他のゲームエンジンと異なり、仮想世界のデザインを犠牲にすることなく、複雑なストーリーラインを可能にしている。グリッドベースのソリューションは、ユーザーインターフェイスをより直感的なものにできた。カメラシステムも改善され、複数の敵と戦う時にはロングショット、近接戦闘ではクローズアップが使用されている。
戦闘シーンでは『ウィッチャー2』よりも多くのアニメーション（モーション）が使用され、それぞれは1秒未満で連続して表示される。
また、ゲームディレクターのKonrad TomaszkiewiczとシニアゲームデザイナーのDamien Monnierは本作の戦闘システムで『デモンズソウル』と『ダークソウル』から、レベルデザイナーのMiles Tostとシニア環境アーティストのJonas Mattssonは、レベルデザインと環境デザインについて『ゼルダの伝説』シリーズと『レッド・デッド・リデンプション』から、それぞれ影響を受けたと語っている。
リリースの数か月前の段階で、このゲームの経済システム、クラフトシステム、在庫システムは不完全で、明らかに納期に間に合わない状態となっていた。シニアゲームプレイデザイナーのMatthew Steinkeは、改善策を策定し、システムコンテキスト図を作成した。Steinkeは変動するアイテム価格の自動算出について、ダメージ、防御、回復の割合に基づいた計算式を書いた。多項式最小二乗法を用いてその効果を検証したところ、システムのバグがなくなり、ロード時間も短縮されることが判明した。
一般的なゲームでよくみられるフェッチクエスト方式とは対照的に、各キャラクターには個性が与えられている。文章は比喩や暗喩を含んだウィットに富んだものにすることが早くから決められていた。コンテンツのオリジナリティを保つために、一部の例外を除いてセリフは15行までとした。プレーヤーの選択肢は現実世界や、原作世界の設定・価値観を反映して、道徳的に曖昧なものとして書かれた。中世の風俗では当然のものとして、アルコール依存症や虐待、性的嗜好は、信憑性を高めるためにストーリーに組み込まれた。
オープンワールドのエリアは、ポーランド、アムステルダム、スカンジナビアをベースにしている。
オブジェクトは手作業でモデリングされている。
ゲラルトがイェネファーによって島に閉じ込められたり、あるいはワイルドハントから密かに勧誘されるといったシナリオもあったが、容量の増大に合わせてゲームを2つに分割してリリースすることを避けるために破棄された。カードゲーム「グウェント」の前には、酒飲み対決、ナイフ投げ、アイススケートなどのミニゲーム案があった。
グリューンワルトの戦いの再現では戦闘音、行進音、鍛冶音、矢を放つ音などが録音された。後処理で騎士の声を録音する際には、演者は本物の音を再現するために兜を被った。本作の音楽監督・作曲はMarcin Przybyłowiczが担当し、ポーランドのフォークバンドPercivalが楽曲を提供した。Przybyłowiczによれば、Percivalとの共同作業は大変であったという。彼はアカデミックなアプローチを期待していたが、グループのほとんどは正式な音楽教育を受けておらず、楽曲の多くは即興で作られていることを後から知った。フォークバンド「Żywiołak」のマルチ奏者Robert Jaworskiがリュート、ルネッサンス・フィドル、擦弦楽器、ハーディガーディのセクションを録音した。この楽譜はフランクフルト・アン・デア・オーデルで、ベルント・ルフ指揮のブランデンブルク州立管弦楽団によって演奏された。

### ローカライズ
本作の日本語版はオリジナル版と同時期に発売するという予定が立てられていたため、スパイク・チュンソフトのローカライズスタッフが開発元であるポーランドのCD PROJEKT REDに赴き、ゲームの制作と並行してローカライズを行った。大筋のわかっていたメインクエストのローカライズはすぐにできた一方、サイドクエストは事前に聞いていた情報と実際にプレイしたときの会話の内容が異なることが多かったため細心の注意が払われた。数多くいるキャスト陣の中で、主人公・ゲラルト役の選定には特に苦労したとスパイク・チュンソフトのローカライズプロデューサーである本間覚は「電撃PS」とのインタビューの中で明かしている。怪物退治の専門家であるウィッチャーは薬品や修行で身体を変異させる中で感情を抑制されているという設定であり、ゲラルトもその例には漏れないが、日本語で演技するとどうしても感情豊かに聞こえてしまうため、なるべく感情を出さずに内に秘めたものを表現するというバランスには細心の注意が払われ、最終的には山路和弘が起用された。
通常のローカライズは事前に収録された英語音声を参考に、日本語版担当者が演じるという流れで収録されるのに対し、本作ではスケジュール上の都合から、本間がテキストを検証しながら指示を出す方式が取られた。

## リリース
本作は2013年に発表され、その翌年にPC（Microsoft Windows）、PlayStation 4、Xbox One向けに発売されることが決定した。その後、発売予定日は2014年の第3四半期から2015年2月に延期された。しかし、2月24日のリリース予定日にも間に合わず、CD Projekt Redは4月に入ってリリースできる状況になったことを確認した。
そして2015年5月19日に全世界でリリースされた。
ポーランドのエヴァ・コパチ首相とブロニスワフ・コモロフスキ大統領がCD Projekt Redを訪問し、発売を祝った。
北米ではワーナー・ブラザース・インタラクティブ・エンターテインメント、西ヨーロッパ、オーストラリア、ニュージーランドではバンダイナムコエンターテインメントが小売店に販売した。
通常版に加えて、ゲーム本編とアートブック、グリフィンと戦うゲラルトの銅像、ウィッチャーのメダルなどのアイテムがセットになった「コレクターズエディション」も販売された。
E3 2019では、Nintendo Switch向けの移植作『The Witcher 3: Wild Hunt - Complete Edition』が発表された。これはSaber Interactiveとの共同開発で、2019年10月15日にリリースされた。
この移植版は性能が低いハードウェアであるSwitchの処理能力を補うために、わずかにグラフィックをダウングレードしているが、それ以外は既存のバージョンと同じである。
CD Projekt Redの共同設立者であるMarcin Iwińskiは、ゲームのクオリティ、「ゲーマーを中心に据えた価格提示」、ファンとのコミュニケーションを、マーケティングに不可欠な3本の柱として挙げた。
2番目を達成するために、本作はゲーム・オブ・スローンズを基にしたスカイリムのようなゲームとして販売された。
また、3番目については以前のプロモーション映像から完成品への視覚的なダウングレードについて詳しく説明した。Iwińskiこれは効果的なものだったと考えていた。
ロゴは本作が続編であることをわかりにくくするために再デザインされた。3を示すマークは、シリーズに慣れていない初心者には、3本の爪痕やマスクに見え、ファンにはワイルドハントのマークとして認識された。

### ダウンロードコンテンツと拡張パック
開発者らはウィッチャーのフォーラムやRedditなどのウェブサイトでの情報を調査し、プレーヤーが、一般的にダウンロードコンテンツ（DLC）に何を望んでいるかを予測した。リリース前に予告した通り、16種類の無料DLCがリリースされ、この中には化粧や追加のゲームプレイ・コンテンツ、ニューゲーム・プラス・モードが含まれていた。
CD Projekt Redは、大型追加コンテンツとして『無情なる心』と『血塗られた美酒』の2つの拡張パックを発表した。そして『無情なる心』は2015年10月13日、『血塗られた美酒』は2016年5月31日にリリースされた。
第1弾『無情なる心』は、ゲラルトが「鏡の達人」と呼ばれる謎の存在や、不死身の男オルギエル・フォン・エヴェレックと関わるシナリオが展開される。この拡張パックは、IGNとGameSpotで9/10の評価を受け、絶賛された。
第2弾『血塗られた美酒』は、ゲラルトがワインの名産地として知られるトゥサン（ニルフガード領内にある戦火とは無縁の公国）を訪れ、この地を恐怖に陥れている謎の存在を追跡する。この拡張版もThe Game Awards 2016のBest RPG部門を受賞するなど、高い評価を得ている。
2016年8月30日には、ゲーム本編と2つの拡張版、全DLCを収録した「Game of the Year」版がリリースされた。

### 再販売
販売元は第9世代のゲーム機であるPlayStation 5とXbox Series X/S版の本作の再販売を発表した。PlayStation 4とXbox One版の既存ユーザーには無料アップグレードするほか、個別に購入することも可能である。読み込み時間の短縮やレイトレーシング、過去にリリースされたすべてのDLCなどが含まれる予定である。
これは2022年12月14日にリリースされた。
2021年にはゲームニュースサイト「Kotaku」が、ファンが制作したMODを収録すると報じた。ゲームのテクスチャを改善するMODの制作者であるHalk Hoganは、開発会社が「The Witcher 3 HD Reworked」をリリース版に含めるための交渉に入ったと発表した。CD Projekt Redは、KotakuにMOD開発者との協議に入ったことを認めたが、2020年に3億ドルを稼いだ同社が、なぜコミュニティの協力を求めたのかという点には議論を起こした。
リリースは2021年後半に予定されており、Nintendo Switch版の移植を担当したSaber Interactiveが開発を担当している。
また、同社は再リリース版にはNetflixで公開されているテレビシリーズ（『ウィッチャー』）に基づくDLCも搭載することを認めている。同社のリードクエストデザイナーは、プレイヤーが「Netflixシリーズにインスパイアされたゲラルトの鎧を着ることができるかもしれない」と述べている。

### 次世代機向けアップデート
2022年12月14日、PlayStation 5とXbox Series X/S版のリリースと同時に「次世代機向けアップデート」が配信された。
主な内容は、
- 家庭用ゲーム機におけるロード時間の短縮
- ディテールの大幅な改善
- コミュニティによって作成された多様なMOD導入
- 本エディション用に作成された新作MOD導入
- リアルタイムレイトレーシング

など

## 評価

### 批評
レビュー集計サイトのMetacriticでは、PC版、PlayStation 4版、Xbox One版で「全世界的に肯定的」とされ、Switch版では「概ね肯定的」とされている。
批評家たちは、本作が大規模で野心的なアクションロールプレイングゲームであることは認めたが、技術的な課題と革新性の欠如という短所も挙げている 。GameSpotとEurogamerは、ゲームに最高の評価を与えた。本作は史上最高のビデオゲームの1つと見なされている。その作品世界は批評家たちから広く称賛を受けた。Game InformerのKimberly Wallaceはこれを「immersive（没入感）」と表現し、細部へのこだわりに対する感銘を表明した。DestructoidのChris Carterは、その規模を称賛し、この巨大さはプレイヤーが探索するのに何時間もかかると感じさせたという。Game RevolutionのJonathon Leackは、その広大な世界を効果的に扱えていると称賛した。彼は各地域にはプレーヤーが挑戦できるクエストやアクティビティが用意されているとし、その多くがゲームを長くプレイするための詰め物（filler）だと考えたと書いている。GamesRadarのTom Seniorは、オープンワールドの多様性を賞賛し、「浪人ファンタジーのエキサイティングな実現」と表現した 。GameTrailersのDanielBloodworthは、探索に力点を置いたことを称賛した。多くのクエストはプレーヤーが様々な地域でノン・プレーヤー・キャラクター（NPC）と出会って始まる。 IGNのVinceIngenitoとPCGamerのShaunPrescottは、ゲームの風景とその昼夜のサイクルに感銘を示し、Ingenitoはゲームの世界の信憑性を実感させたと述べている。
シナリオも批評家の称賛を受けた。カーターは個性的で興味深いキャラクターたちを称賛した。また、プレイヤーが重要なイベントを目撃し、結果として選択を行うことで物語により深く関わることになると捉えた。ウォレスはゲームの会話劇とサイドクエストを称賛している。サイドクエストはそれぞれが短編小説のようなもので、クエストでのプレーヤーの決定が世界の状況を左右する。彼女はメインクエストがゲラルトに個性を与えるとして好み、ロマンスのオプションは前作よりも大幅に改善されたと評している。しかしながら、エンディングの質には失望したという。GameSpotのKevinVan Ordは、ウォレスと同様に、本作のストーリーは前作よりもゲラルトのキャラクター性を増す効果をもたらしていると指摘している。また、これによってゲーム内のキャラクターにプレーヤーは感情移入しやすくなるため、彼はこの変更を歓迎すると述べている。Seniorはサイドクエストを楽しんだといい、メインクエストに影を落とす「ダークファンタジー短編小説の集大成」と評した。一方、Ingenitoは、不要な水増しや、退屈なクエストが多すぎてメインストーリーには失望したと述べた。PCGamerのShaun Prescottはこれに同意し、サイドコンテンツが魅力的でなければ、物語は陳腐に感じただろうと述べている。VideoGamer.comのVanOrd、Wallace、Brett Phippsは声優を称賛し、Wallaceはこの点をシリーズ最高と評している。PolygonのArthur Giesは一部の女性キャラクターが性的に露骨であること、ゲーム本編に有色人種がいないことを批判した。
本作の戦闘システムについては概ね好評であった。Bloodworthは、ゲラルトが新しいクライミングとスイミングの技術によってより機動的で俊敏になったと述べている。Carterは大幅に合理化されたことによって、前作の戦略的要素が取り除かれてしまったと述べつつ、そのアクション性を高く評価した。Wallaceは簡素化された錬金術システム、適切なユーザーインターフェース、多様な難易度設定により、戦闘がより身近なものになったと書いているが、破壊的な武器分解システムと洗練されていないクロスボウの発射操作は嫌いだとしている。Leackはシステムが複雑さを欠いていると見なし、信頼性の低いロックオンシステム、カメラの問題、長すぎる戦闘アニメーションなど、洗練されていない点に批判を加えた。Seniorは、ローリングやドッジングなどのゲームメカニズムに一貫性がなく、システムに不公平感があると指摘している。一方でIngenitoは戦闘のスムーズさが前作よりも大幅に改善されたと評価している。
その他のゲーム性については様々なレビューがあった。Van Ordは、ストーリーが進むにつれてハードになっていくために、カスタマイズとアップグレードシステムはプレイヤーに成長の実感を与えてくれる要素だと称賛した。Ingenitoはゲラルトのスキルを自由にカスタマイズできることによってアップグレードシステムは奥深く柔軟性があると評価した。一方でLeackはアップグレードシステムを「刺激がない」と嫌った。カーターはウィッチャーの感覚に失望を表明したが、SeniorはRPGの常識である目的マーカーよりも優れたシステムだと捉えた。Prescottはユーザーインタフェースの不便さと退屈さを嫌った。Seniorはカードゲーム「グウェント」を中毒性のあるミニゲームと感じたという。
本作は技術的な面に批判があった。カーターはクライミングのアニメーションが硬いと評し、ゲームのバグがプレーヤーの上達を妨げると指摘した。ウォレスはロード時間が長すぎると指摘している。Leackは、2013年のデモと比較してグラフィックがダウングレードされているため、見劣りすると指摘した。Senior、Phipps、Ingenitoは、フレームレートの問題を指摘した。この点についてIngenitoはゲーム性に影響はないと見なしたが、Phippsはゲームの多くの部分に影響を与える継続的な問題だと指摘していた。
『週刊ファミ通』のクロスレビューでは4人のレビュアーによる評価で、40点満点中37点を獲得した。1人のレビュアーがバトルについて「オーソドックスにまとまりすぎた印象」、2人のレビュアーが「システム面や、インターフェースについて複雑さを感じたりもする」「オープンワールドでの膨大な量の情報や操作性を含めて、多少の煩雑さは否めない」と意見をつけたものの、問題点とはしていない。また、4人とも購入を推奨する今週（2015年6月1日ー6月7日）のゲームとして『ウィッチャー3 ワイルドハント』を提示した。

### 売上
リリース前の段階で150万以上の予約注文が入った。本作は発売初週にまずイギリスのソフト売上チャートに登場し、前作『ウィッチャー2』の6倍を売り上げた。これはその年にイギリスで最も売れたビデオゲームであり、『バトルフィールド ハードライン』の記録を更新した。日本の売上チャートでもトップで登場し、初週で67,385本を売り上げた。公開から2週間の内に400万本を売り上げた。
2015年6月までに、69万人以上のプレイヤーがGOG Galaxyを通じてゲームをアクティベートした。本作はその後6週間で600万本以上を売り上げ、スタジオは2015年上半期で、6330万ドルの収益を上げた。2016年3月、CD Projekt Redは、全世界で1000万本近く出荷されたことを報告した。2017年末にはシリーズ全体で3300万本以上の売り上げを達成した。2019年6月までに、その数は4000万本を超え、本作はその内の半分を占めている。
2019年12月にNetflixで、テレビシリーズ「The Witcher」の第1シーズンが放映開始された。これを受けて本作の売り上げは2018年12月の前年同月比で554%も増加した。2019年12月までに、本作単体で、売り上げは世界中で2800万本以上に達した。その後、2023年5月までに5000万本を超え、シリーズ全体では7500万本を突破した。

### 賞歴

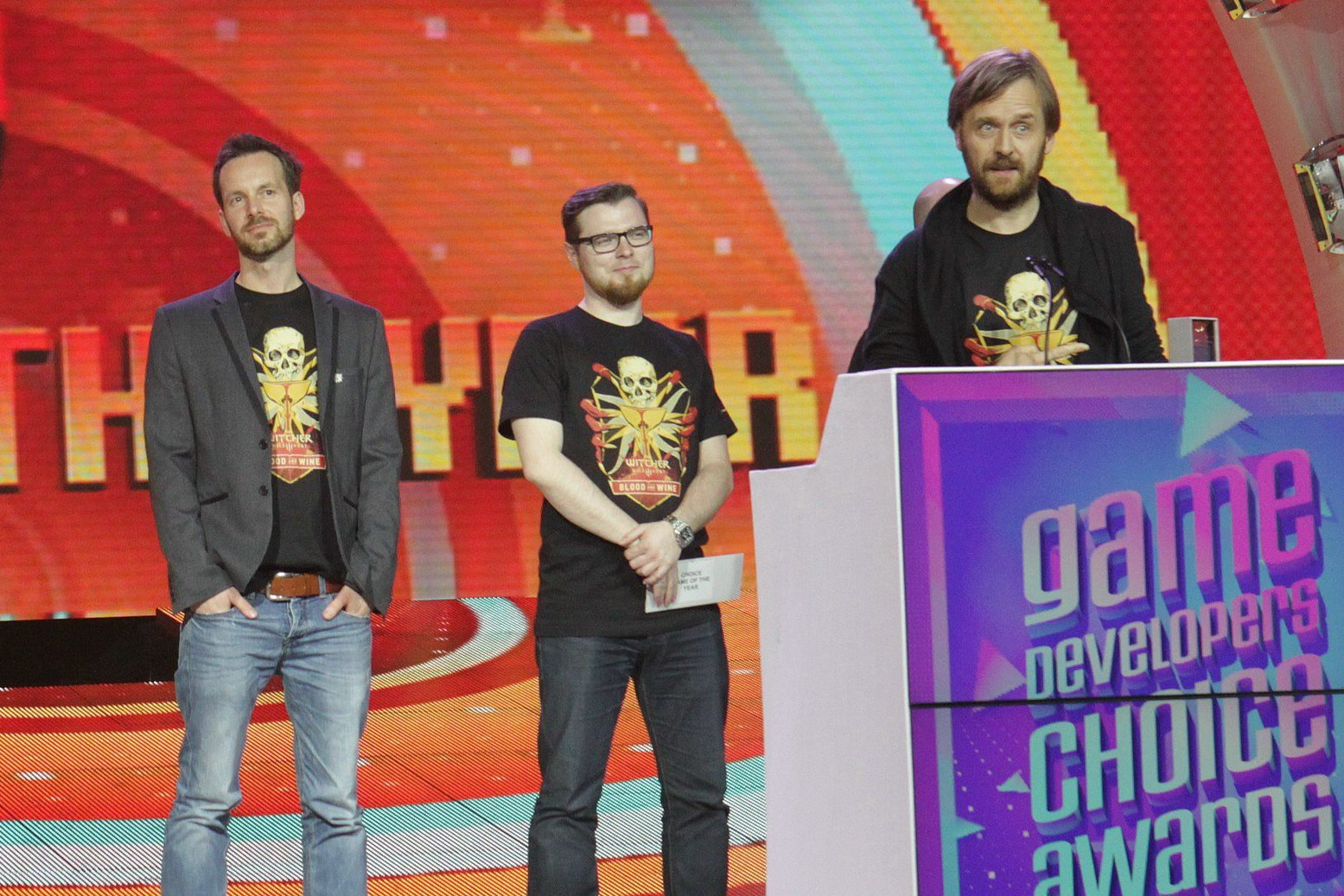
「2016 Game Developers Choice Awards」でGame of the Yearを受賞するCD Projektの創設者の一人Marcin Iwiński。

『ウィッチャー3 ワイルドハント』は260のゲーム・オブ・ザ・イヤーを受賞し、2021年に『The Last of Us Part II』に抜かれるまで、最も多くの受賞を果たしたゲームであった 。2016年8月までに、800以上の賞を受賞した。2020年に、Gamesradarは、この世代のトップゲームとして挙げた。
本作はリリース前から、その期待感で関連する賞を受けた。2013年と2014年のE3でプレリリース賞、同じくIGN Best of E3 Awardsでベストロールプレイングゲームに選ばれた。以下、同様に未発売のゲームを対象にした賞で、IGNのE3 People's Choice Awardを2013年と2014年に、GameSpotのE3 People's Choice Awardを2014年に受賞し、第31回と第32回のゴールデンジョイスティックアワードでMost Wanted Awardを受賞した。ラスベガスで開催された「The Game Awards 2014」では、「Most Anticipated Game」に選ばれた。
ゴールデン・ジョイスティック賞、ゲーム・アワード、D.I.C.E.アワード、ゲーム・デベロッパーズ・チョイス・アワード、SXSWゲーミング・アワード、ナショナル・アカデミー・オブ・ビデオゲーム・トレード・レビュアー（NAVGTR）賞など、いくつものイベントで称賛された。また、IGN、GameSpot、Game Informerなどのゲーム分野の出版物におけるゲーム・オブ・ザ・イヤーでも受賞している。他にゴールデン・ジョイスティック賞のベスト・ストーリーテリング賞、ベスト・ビジュアル・デザイン賞、ベスト・ゲーミング・モーメント賞を受賞し、ゲーム・アワードのベスト・ロール・プレイング・ゲーム賞とCD Projekt Redのスタジオ・オブ・ザ・イヤー賞も受賞した。D.I.C.E.アワードでは、アウトスタンディング・アチーブメント・イン・ゲーム・デザイン賞、アウトスタンディング・テクニカル・アチーブメント賞、アウトスタンディング・アチーブメント・イン・ストーリー賞を受賞し、第16回ゲーム・デベロッパーズ・チョイス・アワードでは、ゲーム・オブ・ザ・イヤー賞とベスト・テクノロジー賞を受賞した。
| 年   | 賞                                                     | 部門                                                  | 結果       | 出典    |
| ---- | ------------------------------------------------------ | ----------------------------------------------------- | ---------- | ------- |
| 2013 | 第31回ゴールデンジョイスティックアワード               | Most Wanted                                           | 受賞       | [ 171 ] |
| 2014 | 第32回ゴールデンジョイスティックアワード               | Most Wanted                                           | 受賞       | [ 172 ] |
| 2014 | The Game Awards 2014                                   | Most Anticipated Game                                 | 受賞       | [ 173 ] |
| 2015 | 第33回ゴールデンジョイスティックアワード               | Game of the Year                                      | 受賞       | [ 174 ] |
| 2015 | 第33回ゴールデンジョイスティックアワード               | Best Gaming Moment                                    | 受賞       | [ 174 ] |
| 2015 | 第33回ゴールデンジョイスティックアワード               | Best Storytelling                                     | 受賞       | [ 174 ] |
| 2015 | 第33回ゴールデンジョイスティックアワード               | Best Visual Design                                    | 受賞       | [ 174 ] |
| 2015 | The Game Awards 2015                                   | Game of the Year                                      | 受賞       | [ 175 ] |
| 2015 | The Game Awards 2015                                   | Best RPG                                              | 受賞       | [ 175 ] |
| 2015 | The Game Awards 2015                                   | Best Narrative                                        | ノミネート | [ 176 ] |
| 2015 | The Game Awards 2015                                   | Best Score/Soundtrack                                 | ノミネート | [ 176 ] |
| 2015 | The Game Awards 2015                                   | Best Performance                                      | ノミネート | [ 176 ] |
| 2015 | The Game Awards 2015                                   | Best Art Direction                                    | ノミネート | [ 176 ] |
| 2016 | 第68回全米脚本家組合賞                                 | Outstanding Achievement in Videogame Writing          | ノミネート | [ 177 ] |
| 2016 | 19th AnnualD.I.C.E. Awards                             | Game of the Year                                      | ノミネート | [ 178 ] |
| 2016 | 19th AnnualD.I.C.E. Awards                             | Role-Playing/Massively Multiplayer Game of the Year   | ノミネート | [ 178 ] |
| 2016 | 19th AnnualD.I.C.E. Awards                             | Outstanding Achievement in Game Direction             | ノミネート | [ 178 ] |
| 2016 | 19th AnnualD.I.C.E. Awards                             | Outstanding Achievement in Character                  | ノミネート | [ 178 ] |
| 2016 | 19th AnnualD.I.C.E. Awards                             | Outstanding Achievement in Original Music Composition | ノミネート | [ 178 ] |
| 2016 | 19th AnnualD.I.C.E. Awards                             | Outstanding Achievement in Story                      | 受賞       | [ 178 ] |
| 2016 | 19th AnnualD.I.C.E. Awards                             | Outstanding Technical Achievement                     | 受賞       | [ 178 ] |
| 2016 | 19th AnnualD.I.C.E. Awards                             | Outstanding Achievement in Game Design                | 受賞       | [ 178 ] |
| 2016 | 16th Annual ゲーム・デベロッパーズ・チョイス・アワード | Game of the Year                                      | 受賞       | [ 179 ] |
| 2016 | 16th Annual ゲーム・デベロッパーズ・チョイス・アワード | Best Technology                                       | 受賞       | [ 179 ] |
| 2016 | 2016 SXSW Gaming Awards                                | Game of the Year                                      | 受賞       | [ 180 ] |
| 2016 | 2016 SXSW Gaming Awards                                | Excellence in Gameplay                                | ノミネート | [ 180 ] |
| 2016 | 2016 SXSW Gaming Awards                                | Excellence in Art                                     | ノミネート | [ 180 ] |
| 2016 | 2016 SXSW Gaming Awards                                | Excellence in Technical Achievement                   | 受賞       | [ 180 ] |
| 2016 | 2016 SXSW Gaming Awards                                | Excellence in Visual Achievement                      | 受賞       | [ 180 ] |
| 2016 | 2016 SXSW Gaming Awards                                | Excellence in Narrative                               | 受賞       | [ 180 ] |
| 2016 | 2016 SXSW Gaming Awards                                | Excellence in Musical Score                           | ノミネート | [ 180 ] |
| 2016 | 2016 SXSW Gaming Awards                                | Most Enduring Character                               | ノミネート | [ 180 ] |
| 2016 | 第12回英国アカデミー賞ゲーム部門                       | Artistic Achievement                                  | ノミネート | [ 181 ] |
| 2016 | 第12回英国アカデミー賞ゲーム部門                       | Audio Achievement                                     | ノミネート | [ 181 ] |
| 2016 | 第12回英国アカデミー賞ゲーム部門                       | Best Game                                             | ノミネート | [ 181 ] |
| 2016 | 第12回英国アカデミー賞ゲーム部門                       | Game Design                                           | ノミネート | [ 181 ] |
| 2016 | 第12回英国アカデミー賞ゲーム部門                       | Performer                                             | ノミネート | [ 181 ] |
| 2016 | 第12回英国アカデミー賞ゲーム部門                       | Persistent Game                                       | ノミネート | [ 181 ] |
| 2016 | 第12回英国アカデミー賞ゲーム部門                       | Story                                                 | ノミネート | [ 181 ] |